# Oligochoerus xanthella
Oligochoerus xanthella är en plattmaskart som beskrevs av Beklemischev 1963. Oligochoerus xanthella ingår i släktet Oligochoerus och familjen Convolutidae. Inga underarter finns listade i Catalogue of Life.